# Unterseeboot 552
L'Unterseeboot 552 ou U-552 est un sous-marin allemand (U-Boot) de type VIIC utilisé par la Kriegsmarine pendant la Seconde Guerre mondiale.
Le sous-marin fut commandé le 25 septembre 1939 à Hambourg (Blohm & Voss), sa quille fut posée le 1er décembre 1939, il fut lancé le 14 septembre 1940 et mis en service le 4 décembre 1940, sous le commandement de l'Oberleutnant zur See Erich Topp.
L'U-552 est surnommé le Roter Teufel ("Diable Rouge"), étant reconnaissable aux deux diables peints sur son kiosque.
Cet U-Boot obtint l'un des meilleurs palmarès de tous les U-Boote de type VIIC en service pendant la Seconde Guerre mondiale avec plus de trois années de service, 15 patrouilles et 165 466 tonneaux de navires coulés. Il participa également à 21 groupes de combat (Wolfpacks).
L'U-552 fut impliqué dans deux actions controversées : en octobre 1941, il coula l'USS Reuben James, qui fut le premier navire de l'US Navy à être perdu pendant la guerre. À cette date, les États-Unis étaient officiellement neutres ; l'attaque souleva une vive polémique entre les deux pays. Sa deuxième action notable fut en avril 1942, lorsqu'il coula le cargo SS David H. Atwater (en), au large des côtes américaines. Cette attaque se caractérisa par son caractère particulièrement brutal envers les naufragés, elle fut plus tard qualifiée de crime de guerre.
L'U-552 eut une carrière inhabituellement longue, jusqu'à la fin de la guerre. Après le retrait des U-Boote des bases françaises au cours du printemps 1944, il opéra en mer Baltique jusqu'au 2 mai 1945, date à laquelle il fut sabordé dans la baie de Heligoland, pour éviter sa capture par les Alliés.

## Conception
Unterseeboot type VII, l'U-552 avait un déplacement de 769 tonnes en surface et 871 tonnes en plongée. Il avait une longueur totale de 67,10 m, un maître-bau de 6,20 m, une hauteur de 9,60 m et un tirant d'eau de 4,74 m. Le sous-marin était propulsé par deux hélices de 1,23 m, deux moteurs diesel Germaniawerft M6V 40/46 de six cylindres en ligne de 1 400 cv à 470 tr/min, produisant un total de 2 060 à 2 350 kW en surface et de deux moteurs électriques BBC GG UB 720/8 de 375 cv à 295 tr/min, produisant un total 550 kW, en plongée. Le sous-marin avait une vitesse en surface de 17,7 nœuds (32,8 km/h) et une vitesse de 7,6 nœuds (14,1 km/h) en plongée. Immergé, il avait un rayon d'action de 80 milles marins (150 km) à 4 nœuds (7,4 km/h) et pouvait atteindre une profondeur de 230 m. En surface son rayon d'action était de 8 500 milles nautiques (soit 15 700 km) à 10 nœuds (19 km/h).
L'U-552 était équipé de cinq tubes lance-torpilles de 53,3 cm (quatre montés à l'avant et un à l'arrière) qui contenait quatorze torpilles. Il était équipé d'un canon de 8,8 cm SK C/35 (220 coups) et d'un canon antiaérien de 20 mm Flak. Il pouvait transporter 26 mines TMA ou 39 mines TMB. Son équipage comprenait 4 officiers et 40 à 56 sous-mariniers.

## Historique
Sa période d'entrainement se déroule à la 7. Unterseebootsflottille jusqu'au 1er février 1941, puis il intègre sa formation de combat dans cette même flottille jusqu'au 30 avril 1944 et termine sa carrière dans la 22. Unterseebootsflottille comme navire-école.
Après la construction, terminée en décembre 1940, l'U-552 eut deux mois de préparation et d'entraînement, au cours desquels l'équipage prépara l'équipement pour les opérations à venir.
Sa première patrouille fut précédée par un court trajet de Kiel à Heligoland. Elle commença réellement le 18 février 1941 au départ d'Heligoland pour l'Atlantique Nord.

### 1repatrouille
Le 1er mars 1941, il coula un pétrolier britannique du convoi HX 109 au nord-est de Rockall. Le 10 mars, l'U-552 envoya par le fond un bateau de pêche islandais au sud-est de l'Islande. Il rentra ensuite à Saint-Nazaire, qui restera son port d'attache jusqu'à la fin de sa carrière.

### 2epatrouille
Sa deuxième patrouille le fait quitter Saint-Nazaire le 7 avril 1941. Pendant 20 jours, la meute chercha des convois vers le sud de l'Islande et vers l'ouest de l'Irlande. Le 27 avril, l'U-552 torpilla et coula un chalutier armé anti-sous-marins britannique au sud de l'Islande et en fin d'après-midi il envoya par le fond un pétrolier britannique.
Le lendemain, l'U-123 signala à l'U-65, l'U-96 et l'U-552 la position du convoi HX 121. En fin d'après-midi, il endommagea un pétrolier britannique. En plongée, il tira plusieurs torpilles sans toutefois le couler. C'est fut la première attaque de jour effectuée en plongée avec une forte escorte du convoi depuis l'été 1940. 
L'escorte contre-attaqua. Deux destroyers trouvèrent l'U-552 au sonar et lui lancèrent cinq charges de profondeur. Il arriva néanmoins à s'échapper sans dommages. Le 1er mai 1941, il envoya par le fond un navire indépendant britannique, au nord-est de Rockall ; il rentra ensuite à la base.

### 3epatrouille
Il quitta sa base le 25 mai pour sa troisième patrouille dans l'océan Atlantique. En 39 jours, il coula trois navires britanniques: l'Ainderby le 10 juin, le Chinese Prince le 12 juin et le Norfolk, le 18 juin.
Lors de l'attaque contre le Norfolk, l'U-552 tenta en vain d'attaquer les autres navires du convoi HX 133, efficacement protégés par les navires d'escorte. Il rentra à la base, cumulant 24 401 tonneaux de navires coulés.

### 4epatrouille
Lors de sa quatrième patrouille, il eut beaucoup moins de succès que durant les trois précédentes. Il coula un navire norvégien, le Spind le 23 août (déjà endommagé par le U-564), à 160 nautiques à l'ouest de Porto. L'U-552 dut rentrer à Saint-Nazaire après seulement neuf jours en mer en raison d'avaries aux moteurs.

### 5e,6epatrouilleet attaque de l'USSReuben James
Lors de sa cinquième patrouille, le 18 septembre, l'U-74 signala le convoi SC 44. Durant la nuit du 19 au 20 septembre 1941, l'U-552 envoya par le fond trois bâtiments (un britannique, un panaméen et un norvégien) en trois attaques différentes à l'est-nord-est du cap Farvel. Il rentra ensuite en France occupée après 32 jours en mer.
Lors de sa sixième patrouille, le sous-marin signala le convoi HX 156 à environ 600 milles à l'ouest de l'Islande. Ce convoi se composait de 44 navires marchands, escortés par cinq destroyers américains. Le même jour, il envoya par le fond l'un de ces destroyers américains qu'il croyait être une frégate britannique. La torpille toucha son magasin avant, provoquant des explosions qui cassèrent le bateau en deux. L'avant du navire coula immédiatement avec une partie de l'équipage tandis que la poupe resta à flot pendant cinq minutes. Quand la poupe coula, des grenades sous-marines non-explosées éclatèrent, tuant les quelques survivants dans l'eau. Cent-quinze des 160 marins périrent dans l'attaque. Ce fut le premier bâtiment américain à être coulé dans cette guerre, à un moment où les États-Unis étaient encore neutres.
L'agression provoqua un tollé aux États-Unis. L'Allemagne refusa de présenter des excuses, considérant que le destroyer était dans une zone de guerre. Roosevelt ordonna le 11 septembre 1941 à l'US Navy d'attaquer les navires de guerre allemands et italiens dans les « eaux que nous jugeons nécessaire pour notre défense », c'est-à-dire dans l'Atlantique Nord. Les États-Unis franchirent un pas de plus sans toutefois déclarer officiellement la guerre à l'Allemagne. Le congrès modifia la loi de neutralité afin de permettre aux navires marchands américains d'être armés et de se défendre en cas d'attaque. Le congrès autorisa également les bateaux des États-Unis à entrer armés dans les eaux européennes, ce qui fut une première depuis 1939.

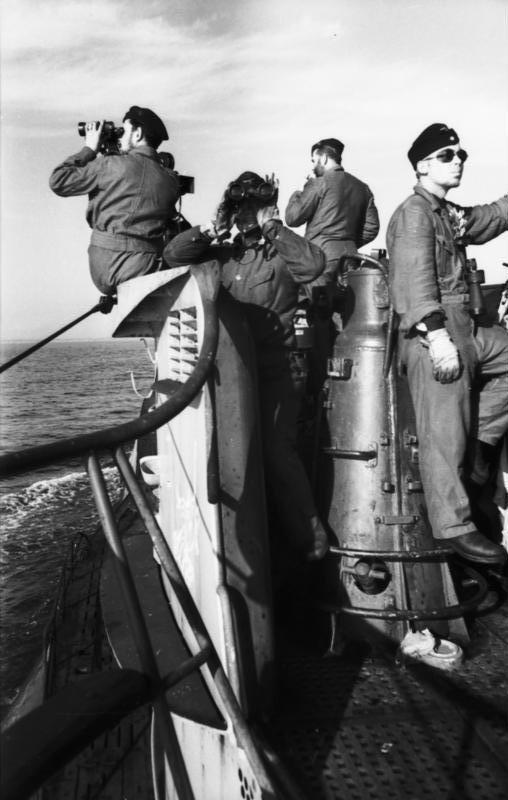
LU-552 en mission au large de St. Nazaire, en octobre 1941.

### Seconde période
Sa septième patrouille du 25 décembre 1941 au 27 janvier 1942, le fait naviguer vers la zone de Gibraltar. 
Après quelques recherches de convois qui se révélèrent infructueuses, l'U-552 se dirigea vers Terre-Neuve. Le 15 janvier, le submersible coula de deux torpilles un navire britannique au sud du cap Race. Le lendemain, il attaqua sans succès un destroyer près de St John. Le 18 janvier, il envoya par le fond un navire marchand américain près de Terre-Neuve. Deux jours plus tard, il coula un navire grec au large d'Halifax. Il rentra ensuite à la base après 34 jours en mer.
Début 1942, toujours commandé par Erich Topp , l'U-552 participa à l'opération Paukenschlag, qui fut surnommée la saison de chasse américaine par les commandants des sous-marins allemands. De janvier à août 1942, la marine allemande profita de la faiblesse et de la désorganisation des défenses américaines pour couler plus de 600 navires.
L'U-552 eut beaucoup de succès au cours de cette période, en coulant 13 navires en trois patrouilles dans les six premiers mois de 1942.
L'U-552 signala le convoi ON 115 à l'est du cap Race, dans les premières heures du 3 août 1942, il torpilla et endommagea un navire britannique et en coula un autre. Lorsqu'il fit surface, il fut repéré par la corvette NCSM Sackville qui l'endommagea d'un coup direct sur son kiosque et sur les échappements des moteurs diesels. Il fut ensuite attaqué par des charges de profondeur. Lorsque de l'huile et des débris divers apparurent en surface, le Sackville supposa l'avoir coulé. Cette attaque causa de graves dégâts ce qui força le commandant Topp à interrompre sa patrouille et rentrer à la base.
Le 9 septembre 1942, Klaus Popp prit le commandement de l'U-552.

### Attaque duDavid H. Atwater
L'attaque du David H. Atwater est l'une des actions les plus controversées de la Kriegsmarine pendant la Seconde Guerre mondiale. Dans la nuit du 2 au 3 avril 1942, non armé, le cargo à vapeur naviguait en direction de Fall River avec 26 hommes d'équipage à bord, transportant 4 000 tonnes de charbon.
Vers 21 h 0, entre le cap Charles et le cap Henlopen, le navire fut pris en embuscade par l'U-552, qui l'avait suivi discrètement en submersion. Le sous-marin fit surface à environ 550 mètres du cargo et ouvrit le feu sans avertissement avec ses canons de pont de 88 mm et ses mitrailleuses. Le premier obus détruisit le pont, tuant tous les officiers. Au total, 93 cartouches furent tirées du canon de pont vers le navire, qui prit rapidement l'eau.
Bien que le bâtiment soit coulé, l'U-552 continua à tirer, tuant plusieurs hommes d'équipage qui était en train de rejoindre les canots de sauvetage. Voyant la situation, les naufragés abandonnèrent les canots et sautèrent en mer pour échapper au feu nourri du submersible.
Le premier navire à arriver sur les lieux fut le petit bateau côtier USS CG-218, qui entendit des coups de feu. Il arriva seulement quinze minutes après l'attaque. Ses hommes trouvèrent un canot de sauvetage criblé de balles avec à bord trois survivants et trois corps sans vie ; les survivants indiquèrent qu'ils avaient plongés en mer et nagés vers le canot qui dérivait. Cette attaque renforça l'opinion, déjà très répandue à l'époque, que les sous-marins assassinaient délibérément les survivants des navires qu'ils avaient coulés. L'USS CG-218 débarqua les trois survivants et quatre corps à Coastguard Station Chincoteague Island, puis retourna en mer pour chercher d'éventuels survivants.
Les destroyers USS Noa et USS Herbert (en) arrivèrent sur le lieu vers minuit, soit trois heures après l'attaque; se sachant recherché, l'U-552 était parti.

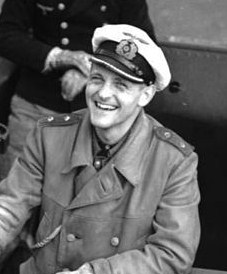
Erich Topp, en mars 1942.

Une partie des hommes du U-552 survécurent à la guerre, et son capitaine, Erich Topp, devint plus tard amiral dans la Bundesmarine. Aucune accusation ne fut portée contre lui, ni contre le capitaine Helmuth von Ruckteschell (en), capitaine du Widder, coupable d'une infraction similaire.

### Dernières patrouilles
L'U-552 eut moins de succès dans les années suivantes, comme la plupart des U-Boote en général, avec l'augmentation des convois armés et l'amélioration des technologies anti-sous-marines.
Les Américains mettent en place le système des convois le long de leurs côtes atlantiques, à l'image de ceux en direction de la Grande-Bretagne. Le sous-marin se rabattit alors sur d'autres zones au large des côtes espagnoles, portugaises et africaines où les navires n'était pas protégés ainsi. Il tenta néanmoins une attaque sur un troopships lors de l'opération Torch.
À la mi-novembre 1942, il fut ravitaillé par l'U-462. Sur la route du retour, il coule un cargo britannique le 3 décembre 1942, au nord-nord-ouest des îles du cap Vert. Il rentra à Saint-Nazaire après 97 jours en mer.
À partir de l'année 1943, l'U-552 n'eut plus aucun succès, notamment grâce à l'amélioration et à l'organisation des convois, qui furent de plus en plus protégés.
Le 29 mai 1943, il fut attaqué et endommagé par un Liberator du Sqn 59, au sud-ouest de l'Irlande. L'appareil effectua deux attaques et lui lança huit charges de profondeur. Des échanges de tirs eurent lieu entre les deux ennemis avant que l'U-552 ne plonge. Il reviendra à la base, pour la toute première fois de sa carrière, sans aucun succès. Les dégâts causés par le Liberator nécessiterent quatre mois de réparations.
Pendant les mois suivant, l'U-552 participa à divers Rudeltaktik sans trouver aucun convoi.
Après quelques réparations, le submersible quitta Saint-Nazaire le 16 février 1944 pour l'Atlantique Nord. L'U-552 fut envoyé comme piquet météo. Ce fut sa 15e et dernière patrouille. Il fit escale à Bergen le 22 avril 1944. Il arriva ensuite à Dantzig et fut affecté à la 22. Unterseebootsflottille comme navire-école jusqu'à février 1945, il fut par la suite retiré des listes. Le 2 mai 1945, il fut sabordé à Wilhelmshaven, à l'entrée de l'écluse Raeder (position 53° 31′ N, 8° 10′ E), pour éviter sa capture par les alliés.
L'épave fut mise à la ferraille après la guerre.

## Affectations
- 7. Unterseebootsflottille du 4 décembre 1940 au 1er février 1941 (Période de formation).
- 7. Unterseebootsflottille du 1er février 1941 au 30 avril 1944 (Unité combattante).
- 22. Unterseebootsflottille du 1er mai 1944 à février 1945 (Navire-école).

## Commandement
- Korvettenkapitän Erich Topp du 4 décembre 1940 au 8 septembre 1942 (Croix de chevalier).
- Kapitänleutnant Klaus Popp du 9 septembre 1942 au 10 juillet 1944.
- Oberleutnant zur See Günther Lube du 11 juillet 1944 à février 1945.

## Patrouilles
|       | Commandant        | Départ            | Départ      | Arrivée          | Arrivée     | Jours     | Succès    |
| ----- | ----------------- | ----------------- | ----------- | ---------------- | ----------- | --------- | --------- |
|       | Oblt. Erich Topp  | 13 février 1941   | Kiel        | 15 février 1941  | Heligoland  | 3 jours   |           |
| 1     | Oblt. Erich Topp  | 18 février 1941   | Heligoland  | 16 mars 1941     | St. Nazaire | 27 jours  | 12 749    |
| 2     | Oblt. Erich Topp  | 7 avril 1941      | St. Nazaire | 6 mai 1941       | St. Nazaire | 30 jours  | 24 119    |
| 3     | Oblt. Erich Topp  | 25 mai 1941       | St. Nazaire | 2 juillet 1941   | St. Nazaire | 39 jours  | 24 401    |
| 4     | Oblt. Erich Topp  | 18 août 1941      | St. Nazaire | 26 août 1941     | St. Nazaire | 9 jours   | 2 129     |
| 5     | Kptlt. Erich Topp | 4 septembre 1941  | St. Nazaire | 5 octobre 1941   | St. Nazaire | 32 jours  | 18 687    |
| 6     | Kptlt. Erich Topp | 25 octobre 1941   | St. Nazaire | 26 novembre 1941 | St. Nazaire | 33 jours  | 1 190     |
| 7     | Kptlt. Erich Topp | 25 décembre 1941  | St. Nazaire | 27 janvier 1942  | St. Nazaire | 34 jours  | 10 560    |
| 8     | Kptlt. Erich Topp | 7 mars 1942       | St. Nazaire | 27 avril 1942    | St. Nazaire | 52 jours  | 45 731    |
| 9     | Kptlt. Erich Topp | 9 juin 1942       | St. Nazaire | 19 juin 1942     | St. Nazaire | 11 jours  | 15 858    |
| 10    | Kptlt. Klaus Popp | 4 juillet 1942    | St. Nazaire | 13 août 1942     | St. Nazaire | 41 jours  | 33 275    |
| 11    | Kptlt. Klaus Popp | 10 septembre 1942 | St. Nazaire | 15 décembre 1942 | St. Nazaire | 97 jours  | 3 677     |
| 12    | Kptlt. Klaus Popp | 4 avril 1943      | St. Nazaire | 13 juin 1943     | St. Nazaire | 71 jours  |           |
| 13    | Kptlt. Klaus Popp | 3 octobre 1943    | St. Nazaire | 30 novembre 1943 | St. Nazaire | 59 jours  |           |
| 14    | Kptlt. Klaus Popp | 8 février 1944    | St. Nazaire | 14 février 1944  | St. Nazaire | 7 jours   |           |
| 15    | Kptlt. Klaus Popp | 16 février 1944   | St. Nazaire | 28 avril 1944    | Danzig      | 73 jours  |           |
| Total | Total             | Total             | Total       | Total            | Total       | 618 jours | 192 376 t |

Note : Oblt. = Oberleutnant zur See - Kptlt. = Kapitänleutnant

### Opérations Wolfpack
L'U-552 opéra avec les Wolfpacks (meute de loups) durant sa carrière opérationnelle.
- Brandenburg (15-26 septembre 1941)
- Stosstrupp (30 octobre – 4 novembre 1941)
- Störtebecker (15-19 novembre 1941)
- Benecke (19-22 novembre 1941)
- Seydlitz (27 décembre 1941 - 6 janvier 1942)
- Ziethen (6-19 janvier 1942)
- Endrass (12-17 juin 1942)
- Wolf (13-30 juillet 1942)
- Pirat (30 juillet – 3 août 1942)
- Steinbrinck (3-4 août 1942)
- Meise (11-27 avril 1943)
- Star (27 avril – 4 mai 1943)
- Fink (4-6 mai 1943)
- Naab (12-15 mai 1943)
- Donau 2 (15-19 mai 1943)
- Mosel (19-24 mai 1943)
- Siegfried (22-27 octobre 1943)
- Siegfried 2 (27-30 octobre 1943)
- Jahn (30 octobre – 2 novembre 1943)
- Tirpitz 3 (2-8 novembre 1943)
- Eisenhart 5 (9-15 novembre 1943)

## Navires coulés
L'U-552 coula 30 navires totalisant 163 756 tonneaux, un navire de guerre auxiliaire de 520 tonneaux, un navire de guerre de 1 190 tonneaux et endommagea trois navires pour un total de 26 910 tonneaux au cours des 15 patrouilles (618 jours en mer) qu'il effectua.
| Date              | Nom               | Nationalité        | Tonnage | Fait      |
| ----------------- | ----------------- | ------------------ | ------- | --------- |
| 1er mars 1941     | Cadillac          | Royaume-Uni        | 12 062  | Coulé     |
| 10 mars 1941      | Reykjaborg        | Islande            | 687     | Coulé     |
| 27 avril 1941     | Commander Horton  | Royaume-Uni        | 227     | Coulé     |
| 27 avril 1941     | Beacon Grange     | Royaume-Uni        | 10 160  | Coulé     |
| 28 avril 1941     | Capulet           | Royaume-Uni        | 8 190   | Endommagé |
| 1er mai 1941      | Nerissa           | Royaume-Uni        | 5 583   | Coulé     |
| 10 juin 1941      | Ainderby          | Royaume-Uni        | 4 860   | Coulé     |
| 12 juin 1941      | Chinese Prince    | Royaume-Uni        | 8 593   | Coulé     |
| 18 juin 1941      | Norfolk           | Royaume-Uni        | 10 948  | Coulé     |
| 23 août 1941      | Spind             | Norvège            | 2 129   | Coulé     |
| 20 septembre 1941 | T.J. Williams     | Royaume-Uni        | 8 212   | Coulé     |
| 20 septembre 1941 | Pink Star         | Panama             | 4 150   | Coulé     |
| 20 septembre 1941 | Barbaro           | Norvège            | 6 325   | Coulé     |
| 30 octobre 1941   | USS Reuben James  | United States Navy | 1 190   | Coulé     |
| 15 janvier 1942   | Dayrose           | Royaume-Uni        | 4 113   | Coulé     |
| 18 janvier 1942   | Frances Salman    | États-Unis         | 2 609   | Coulé     |
| 20 janvier 1942   | Maro              | Grèce              | 3 838   | Coulé     |
| 25 mars 1942      | Ocana             | Pays-Bas           | 6 256   | Coulé     |
| 3 avril 1942      | David H. Atwater  | United States Navy | 2 438   | Coulé     |
| 5 avril 1942      | Byron D. Benson   | Royaume-Uni        | 7 953   | Coulé     |
| 7 avril 1942      | British Splendour | Royaume-Uni        | 7 138   | Coulé     |
| 7 avril 1942      | Lancing           | Norvège            | 7 866   | Coulé     |
| 9 avril 1942      | Atlas             | USA                | 7 137   | Coulé     |
| 10 avril 1942     | Tarnaulipas       | USA                | 6 943   | Coulé     |
| 15 juin 1942      | City of Oxford    | Royaume-Uni        | 2 759   | Coulé     |
| 15 juin 1942      | Etrib             | Royaume-Uni        | 1 943   | Coulé     |
| 15 juin 1942      | Pelayo            | Royaume-Uni        | 1 346   | Coulé     |
| 15 juin 1942      | Slemdal           | Norvège            | 7 374   | Coulé     |
| 15 juin 1942      | Thurso            | Royaume-Uni        | 2 436   | Coulé     |
| 25 juillet 1942   | British Merit     | Royaume-Uni        | 8 093   | Endommagé |
| 25 juillet 1942   | Broompark         | Royaume-Uni        | 5 136   | Coulé     |
| 3 août 1942       | G.S. Walden       | Royaume-Uni        | 10 627  | Endommagé |
| 3 août 1942       | Lochatrine        | Royaume-Uni        | 9 149   | Coulé     |
| 19 septembre 1942 | HMS Alouette      | Royal Navy         | 520     | Coulé     |
| 3 décembre 1942   | Wallsend          | Royaume-Uni        | 3 157   | Coulé     |